# 水沢彩
水沢 彩（みずさわ あやめ、1985年5月28日 - ）は日本の元グラビアアイドル。千葉県出身。有限会社エクセルヒューマンエイジェンシー所属していた。
特技の書道は準師範とプロ級。ブログなどで、その腕前を披露していた。
2010年9月25日、自身のブログ上で芸能界引退を発表。

## 出演

### TV番組
- 仔犬のワルツ（日本テレビ）
- はぐれ刑事純情派（テレビ朝日）
- E娘!
- MONDO GIRLSのぶっちゃけヤバくね!?（MONDO21）
- 女子アナ水着ニュース（MONDO21）
- やりすぎコージー（5代目やりすぎガール）
- あらびき団（TBSテレビ） - 2008年12月3日（第53回）

### インターネット番組
- BOMB.TV
- ライブネット放送局
- Meet the Girl
- @ガール
- 宇宙一せまい授業!（あっ!とおどろく放送局）
- 江頭2:50のピーピーピーするぞ!（2008年10月02日ゲスト出演）
- 森崎愛の四の字熟語（ニコニコ動画 アイパイ★ちゃんねる、2009年3月4日ゲスト出演）
- 告っちゃ!（GyaOジョッキー、2009年6月30日ゲスト出演）

### DVD
1. SPARK（イーネット・フロンティア、2004年）
2. やりたい果実（マーレ、2005年）
3. LIVE!!!（マーレ、2005年）
4. タッチミーアイドル vol.5（マーレ、2006年） - 沖野麻衣・綿瀬莉織と共演
5. 彩艶 -あやめいろ-（オルスタックピクチャーズ、2007年）
6. WE@アイドルDVD 水沢彩（ソフトバンククリエイティブ、2007年）
7. Open Heart 水沢彩（オルスタックピクチャーズ、2008年）
8. WATER COLOR 〜水彩〜 水沢彩（BNS、2009年）[1]

### Vシネマ
1. サイバークノイチ 観月（禅ピクチャーズ、2007年） -  緑 役
2. 女戦闘員物語NEXT〜潜入〜（禅ピクチャーズ、2007年） - 鮫洲りん 役
3. 女戦闘員物語NEXT〜脱出〜（禅ピクチャーズ、2007年） - 鮫洲りん 役

### 携帯サイト
- アイドルがイッパイ